# Jahresbericht der Naturforshenden Gesellschaft Graubündens
Jahresbericht der Naturforshenden Gesellschaft Graubündens (abreviado Jahresber. Naturf. Ges. Graubündens) es una revista científica con ilustraciones y descripciones botánicas que es publicada en Chur desde el año 1856.